# 名古屋市立中央高等学校
名古屋市立中央高等学校（なごやしりつ ちゅうおうこうとうがっこう）は、愛知県名古屋市中区新栄三丁目にある市立の高等学校である。

## 学校教育目標
昼間課程・夜間課程共通の教育目標として「真理と正義を尊び、自主的精神に満ちた、心豊かな人間の育成」を掲げている。

## 設置学科
- 定時制課程普通科（昼間・単位制）
- 定時制課程普通科（夜間・学年制）
- 定時制課程商業科（夜間・学年制）

## 沿革
- 1941年（昭和16年）4月 - 名古屋市立前津商業学校（夜間）として開校。
- 1944年（昭和19年）4月 - 名古屋市立児玉商業学校を併合[2]。
- 1948年（昭和23年）4月 - 新学制における名古屋市立中央商業高等学校として発足[2]。
- 1949年（昭和24年）4月 - 従来の商業科に加え、普通科を新設し、名古屋市立中央高等学校と改称[2]。
- 1956年（昭和31年）4月 - 中区栄三丁目（現在のナディアパークの位置）に移転[2]。
- 1988年（昭和63年）8月 - 中区新栄三丁目の旧名古屋市立錦高等学校（旧名古屋市立菊里高等学校定時制）跡地に移転[2]。
- 1999年（平成11年）4月 - 定時制課程（昼間・単位制）設置[2]。

## 部活動

### 運動部
- サッカー部（活動休止中）[3]
- 硬式テニス部[3]
- バスケットボール部（男子）[3]
- バスケットボール部（女子）[3]
- バドミントン部[3]
- バレーボール部[3]
- 卓球部[3]
- 野球部[3]
- 陸上競技部[3]

### 文化部
- 演劇部[3]
- 音楽部[3]
- 棋道部（活動休止中）[3]
- 写真部[3]
- 書道部[3]
- 商業部[3]
- 茶道部[3]
- 漫画文化研究部[3]